# かささぎ (駆潜艇)
かささぎ（ローマ字：JDS Kasasagi, PC-314、ASU-87）は、海上自衛隊の駆潜艇。みずとり型駆潜艇の4番艇。艇名はカササギに由来する。隼型水雷艇「鵲」、鴻型水雷艇「鵲」に次いで日本の艦艇としては3代目。

## 艦歴
「かささぎ」は、昭和34年度計画甲型駆潜艇3014号艇として、1959年12月18日に藤永田造船所で起工され、1960年5月13日に進水、1960年10月31日に就役し、佐世保地方隊に編入された。
1960年12月1日、佐世保地方隊隷下に第5駆潜隊が新編され「おおとり」、「はつかり」とともに編入された。
1961年10月1日、第5駆潜隊が隊番号交換により第3駆潜隊に改称。
1977年12月1日、第3駆潜隊が呉地方隊隷下に編成替え。
1981年3月5日、特務艇に種別変更され船籍番号がASU-87となり、佐世保地方隊直轄艇となる。
1985年3月27日、除籍。